# Nová Sedlica
Nová Sedlica (bis 1927 slowakisch „Novosedlica“; russinisch Новоселіця/Nowoselizja; ungarisch Újszék – bis 1902 Novoszedlica – 1939 bis 1945 Novaszedlica) ist eine Gemeinde im äußersten Osten der Slowakei mit 231 Einwohnern (Stand 31. Dezember 2024) in der traditionellen Landschaft Zemplín. Sie gehört zum Okres Snina, einem Teil des Prešovský kraj.

## Geographie

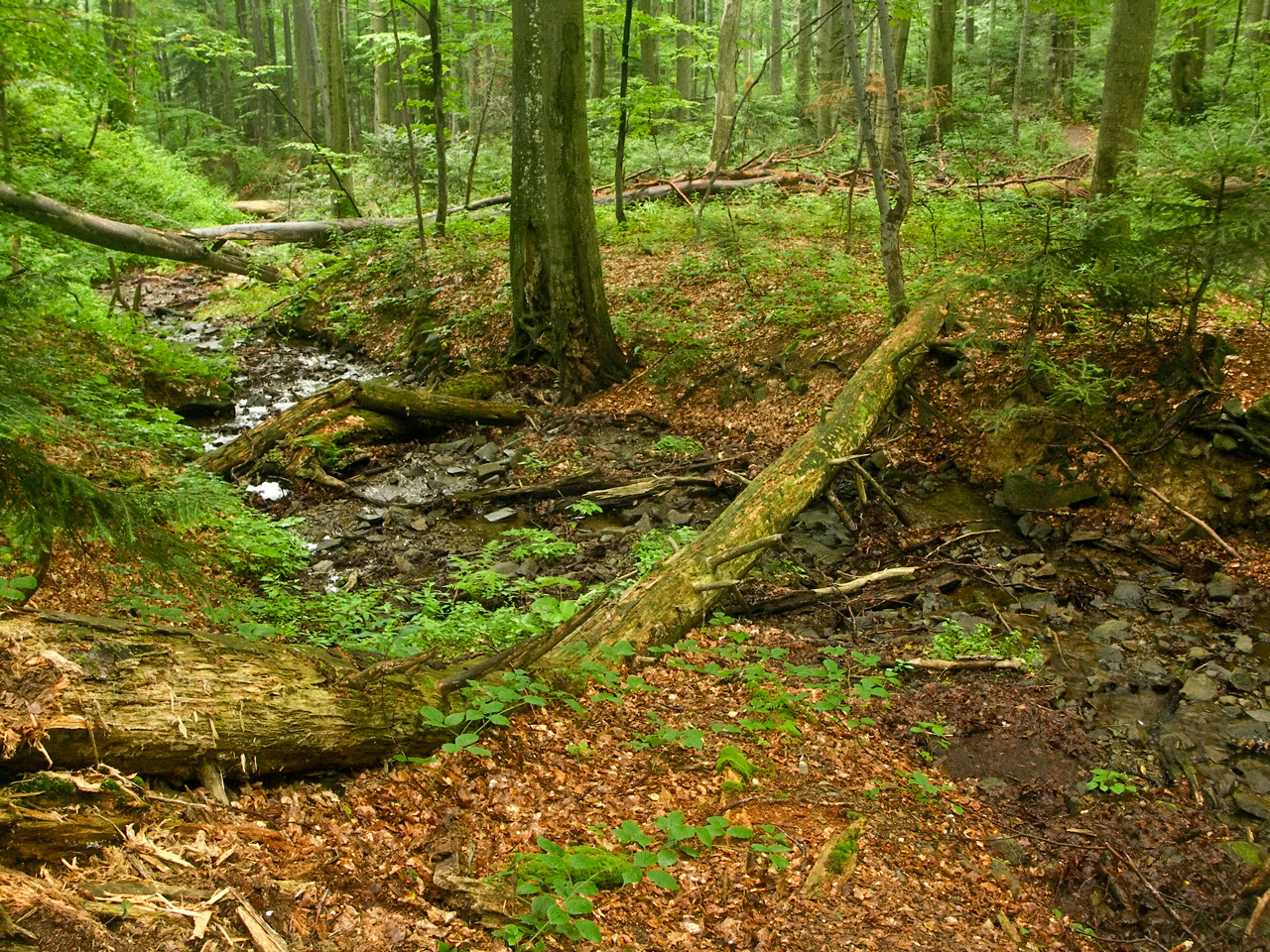
Stužica

Die Gemeinde befindet sich im Gebirge Bukovské vrchy im Nationalpark Poloniny, in der Nähe des Dreiländerecks Polen-Ukraine-Slowakei am Berg Kremenez, im Tal des Zbojský potok im Einzugsgebiet des Usch über den Nebenfluss Ulička. Auf dem Gemeindegebiet liegt die Stužica, ein Naturreservat im Nationalpark Poloniny, das seit 2007 UNESCO-Welterbe-Naturdenkmal ist. Dort fließt der Bach Stužická rieka, der direkt in die Ukraine fließt. Das Ortszentrum liegt auf einer Höhe von 421 m n.m. und ist 44 Kilometer von Snina entfernt, die Entfernung zur slowakischen Hauptstadt Bratislava beträgt ungefähr 540 Kilometer (Straßenentfernung). Sie ist die östlichste Gemeinde des Landes, zur westlichsten Gemeinde Záhorská Ves sind es 429 Kilometer per Luftlinie.
Nachbargemeinden sind Cisna (Ortschaft Wetlina, PL) und Lutowiska (Ortschaft Brzegi Górne, PL) im Nordosten, Stawne (UA) im Osten und Zboj im Süden, Südwesten, Westen und Nordwesten.

## Geschichte

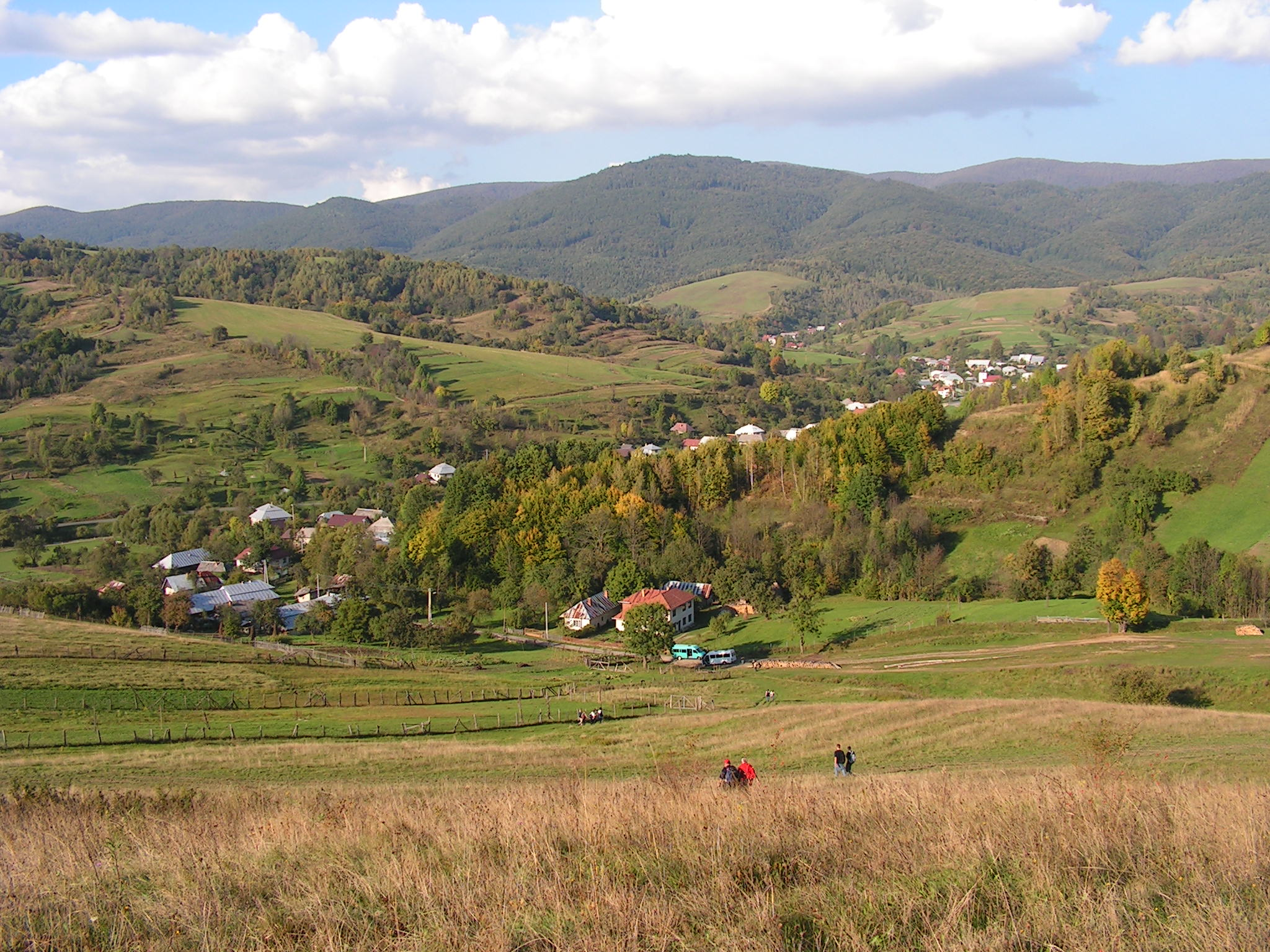
Blick auf den Ort von den umliegenden Bergen aus

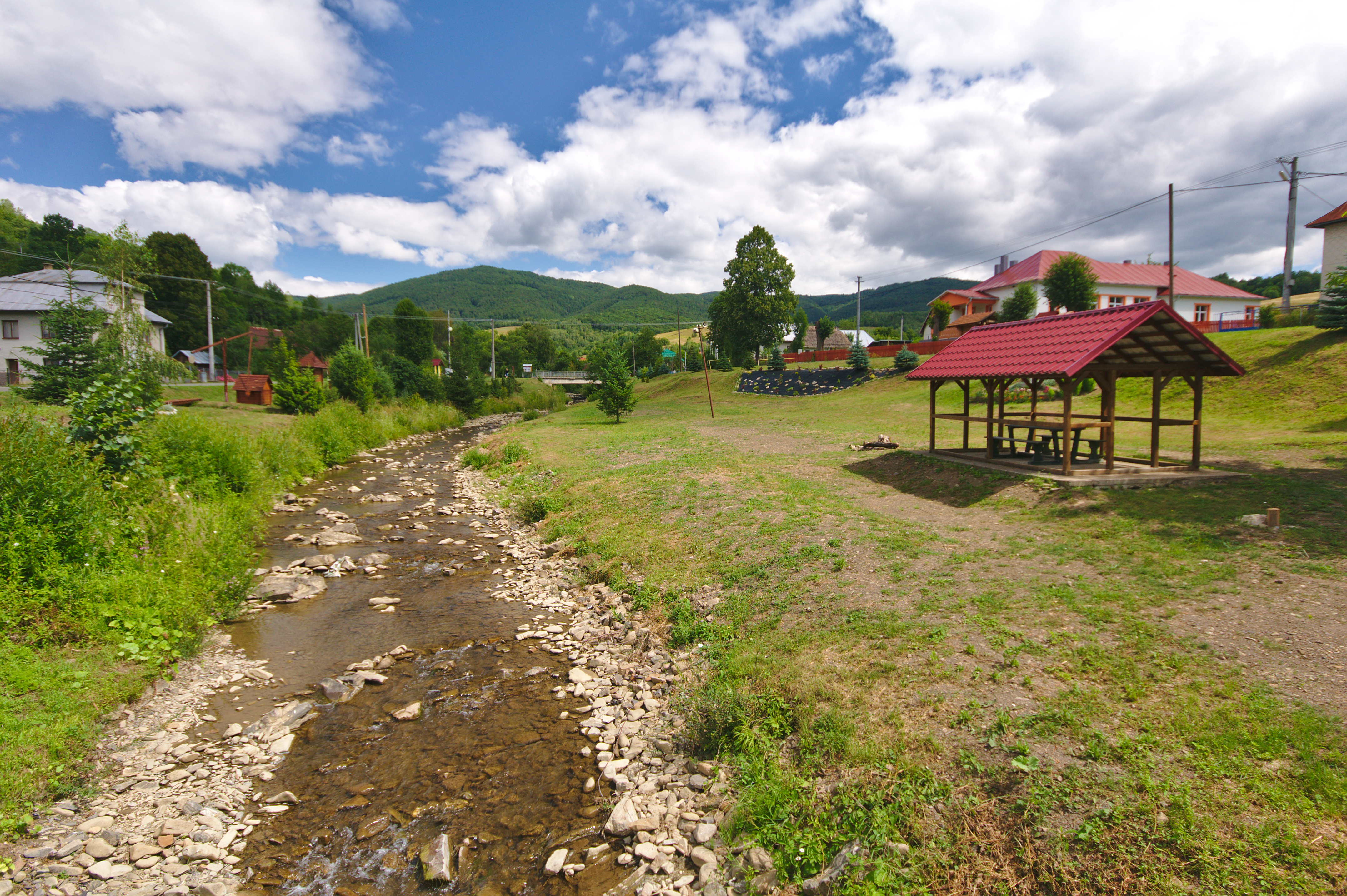
Der Zbojský potok in Nová Sedlica

Die frühe Geschichte des Ortes liegt weitgehend im Dunkeln, nach einer örtlichen Legende soll es hier im 13. Jahrhundert, also im frühungarischen Staat, ein Dorf namens Stražnica oder Storožnica gegeben haben, dessen Aufgabe es war, Karpatenpässe an der Nordgrenze zu sichern. Nach einer anderen Erklärung zogen Einwohner aus einem Dorf namens Rozdiel nahe dem Gebirgskamm ins Tal und gründeten ein neues Dorf, was sich auch im Namen widerspiegelt (Nová = neu (f.), Sedlica = Dorf, vom slawischen Wort selo abgeleitet).
Der heutige Ort wurde zum ersten Mal 1567 als Rozcell schriftlich erwähnt und war Teil der Drugeth'schen Herrschaft von Humenné. 1600 standen sechs Häuser im Ort, 1612 wohnten hier zwei Schultheiße, neun Untertanen und fünf Untermieter. Der heutige Name erscheint zusammen mit dem alten in einer Urkunde aus dem Jahr 1630, wo es Rosczel vel Nouoszelicze heißt. Weitere historische Bezeichnungen sind unter anderen Rozcziel vel Noue Szelicze (1635), Novo Szelicza (1773) und Novosedlica (1808). Von 1680 bis 1710 sorgten antihabsburgische Standesaufstände sowie eine Pestepidemie für einen Bevölkerungsrückgang. Im 17. Jahrhundert war das Dorf Besitz der Familie Csáky und im 19. Jahrhundert der Familien Szirmay und Lobkovitz. 1715 gab es eine Mühle, fünf verlassene und neun bewohnte Haushalte. 1787 hatte die Ortschaft 57 Häuser und 405 Einwohner, 1828 zählte man 82 Häuser und 605 Einwohner, die als Landwirte und Waldarbeiter tätig waren, dazu arbeitete hier ein Pochwerk. Während der Winterschlacht in den Karpaten 1914/1915 war die Gegend Schauplatz von mehreren Gefechten, bei denen der Ort beinahe vollständig zerstört wurde.
Bis 1918 gehörte der im Komitat Semplin liegende Ort zum Königreich Ungarn und kam danach zur Tschechoslowakei beziehungsweise heute Slowakei. In der ersten tschechoslowakischen Republik waren die Einwohner als Landwirte beschäftigt, dazu gab es je ein Pochwerk und eine Säge im Ort. Als Folge des Slowakisch-Ungarischen Kriegs war der Ort von 1939 bis 1944 noch einmal Teil Ungarns. Im September 1944 marschierten NS-deutsche Truppen in den Ort, die Einwohner mussten evakuiert werden. Die Rote Armee befreite Nová Sedlica am 24. Oktober 1944. Nach dem Ende des Zweiten Weltkriegs sorgten Überfälle der Ukrainischen Aufstandsarmee (in der Tschechoslowakei häufig Banderovci genannt) für Schwierigkeiten beim Wiederaufbau, dazu kamen bei einer Fleckfieberepidemie 78 Menschen ums Leben. Ein Teil der Einwohner pendelte zur Arbeit in Industriebetriebe fast überall in der Tschechoslowakei, andere arbeiteten als privat organisierte Landwirte. 1959 wurde der Ort elektrifiziert.

## Bevölkerung
| Jahr                | 1994 | 2004     | 2014     | 2024     |
| ------------------- | ---- | -------- | -------- | -------- |
| Anzahl der Personen | 373  | 323      | 290      | 231      |
| Unterschied         |      | −13,40 % | −10,21 % | −20,34 % |

| Jahr                | 2023 | 2024    |
| ------------------- | ---- | ------- |
| Anzahl der Personen | 236  | 231     |
| Unterschied         |      | −2,11 % |

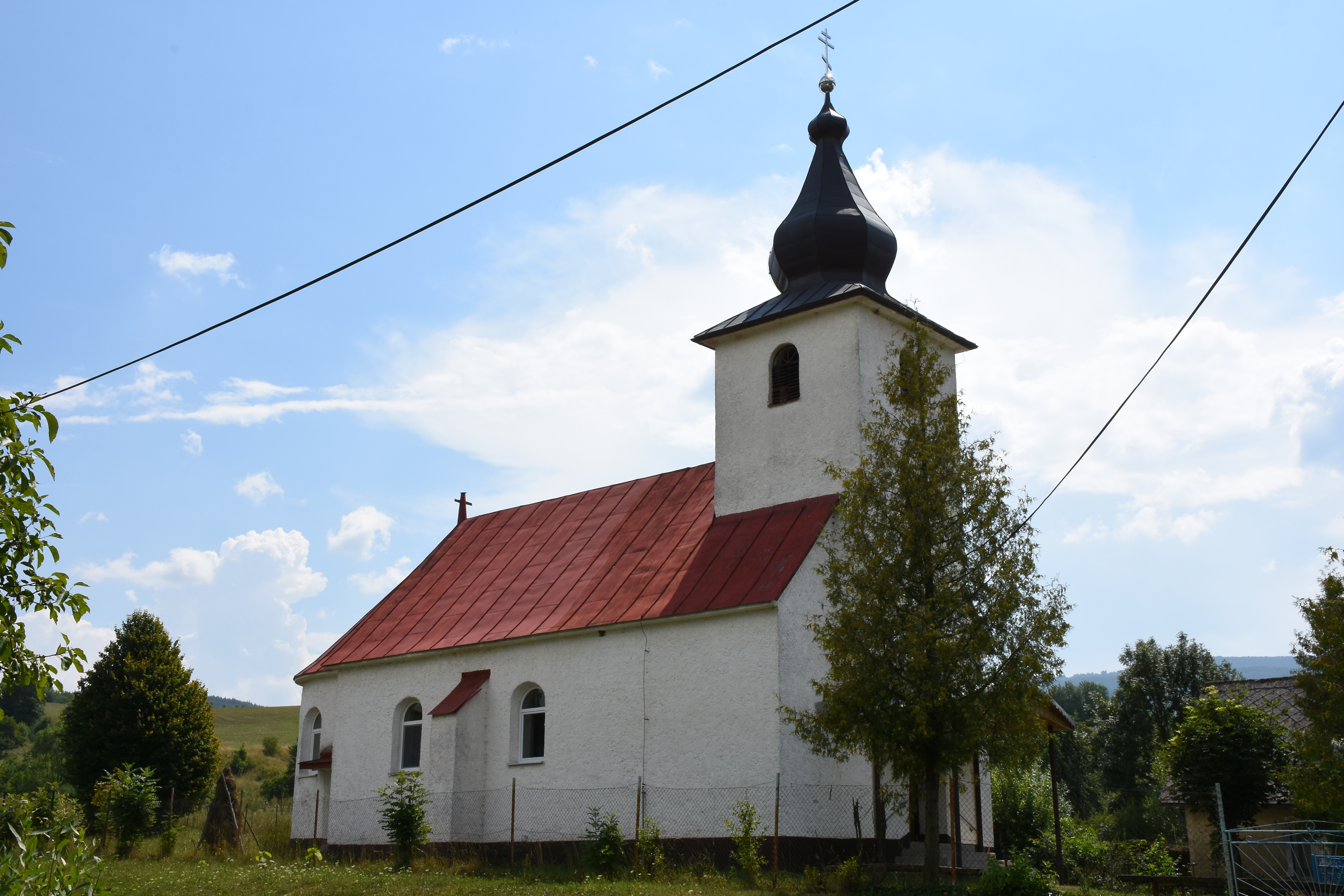
Griechisch-katholische Kirche

Nach der Volkszählung 2011 wohnten in Nová Sedlica 287 Einwohner, davon 163 Slowaken, 91 Russinen, 15 Ukrainer und ein Tscheche. 17 Einwohner machten keine Angabe zur Ethnie.
224 Einwohner bekannten sich zur orthodoxen Kirche, jeweils 13 Einwohner zu den Zeugen Jehovas und zur griechisch-katholischen Kirche, sechs Einwohner zur römisch-katholischen Kirche, drei Einwohner zu den Brethren und ein Einwohner zur tschechoslowakischen hussitischen Kirche. Acht Einwohner waren konfessionslos und bei 19 Einwohnern wurde die Konfession nicht ermittelt.
Bei der Volkszählung 2011 gaben 70 % der Einwohner Russinisch als Muttersprache an.

## Bauwerke und Denkmäler

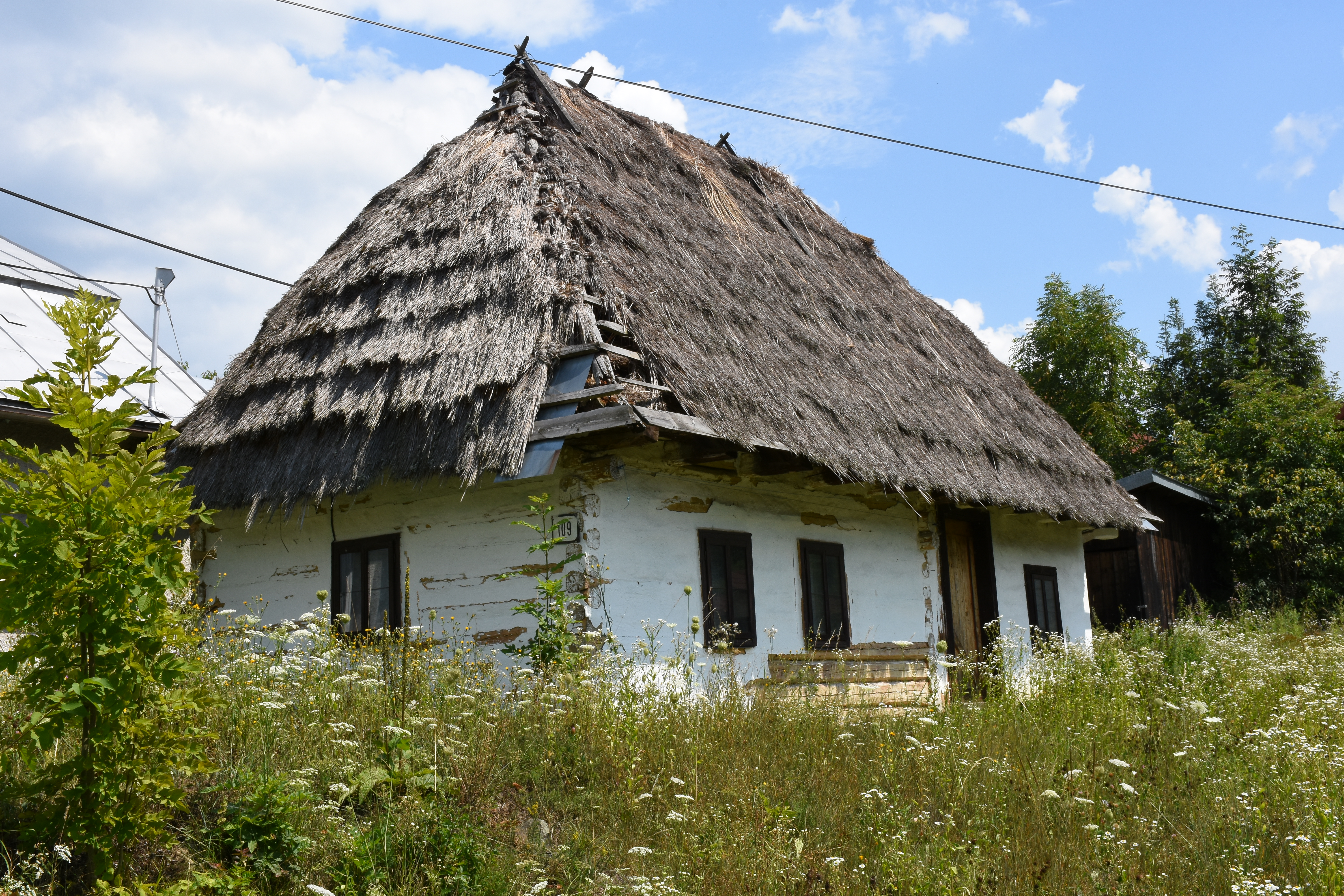
Haus Nr. 109 vor der Sanierung

Der bedeutendste Sakralbau des Ortes ist die griechisch-katholische Kirche Entschlafung der allheiligen Gottesgebärerin aus dem Jahr 1966. Die alte Holzkirche Erzengel Michael aus dem Jahr 1764 wurde 1971 demontiert und ist seit 1974 im Freilichtmuseum in Humenné zu besichtigen, 2017 wurde eine Nachbildung in Nová Sedlica gebaut. Weiter steht im Ort ehemalige Kasernen der tschechoslowakischen Finanzwache, seit 2002 ist dort ein Altenheim untergebracht.
Ein rustikales Haus (Nr. 109) im regionaltypischen Baustil stand in situ als eines der letzten Exemplaren außerhalb von Freilichtmuseen und wurde als Vorlage für die Einleitung der slowakischen Version der tschechoslowakischen Märchensendung Večerníček verwendet. Nachdem es lange baufällig war, unter anderem wegen unklaren Besitzverhältnissen (mit dutzenden Grundstücksbesitzern), kaufte Ende 2018 der slowakische öffentlich-rechtliche Rundfunk RTVS das Haus, anschließend wurde es 2020 demontiert und originalgetreu auf einem dem RTVS gehörenden Grundstück 120 Meter südwestlich des alten Standorts wieder aufgebaut.

## Infrastruktur und Verkehr

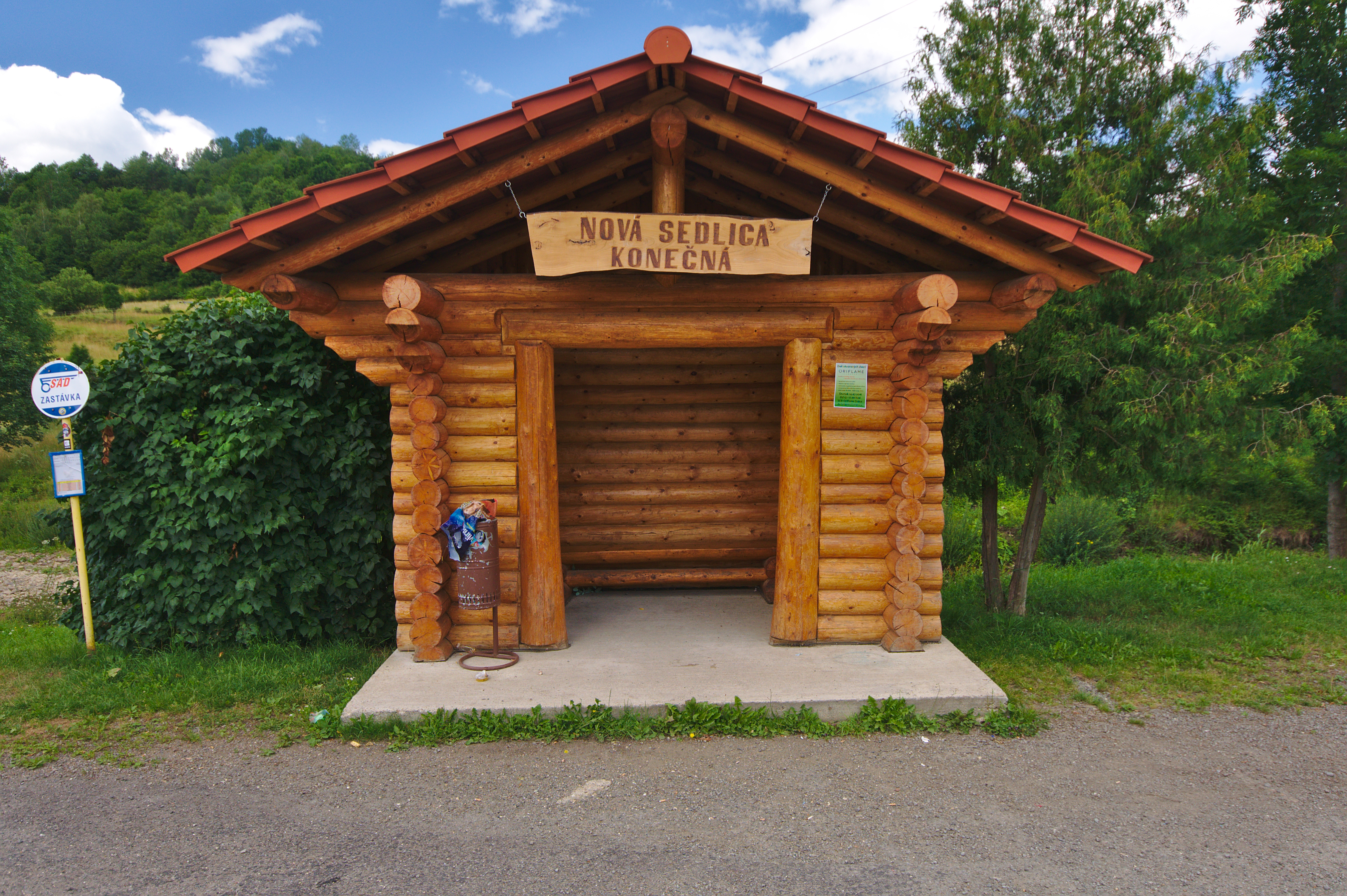
Die östlichste Bushaltestelle der Slowakei: Nová Sedlica - Konečná

In Nová Sedlica endet die Cesta III. triedy 3886 („Straße 3. Ordnung“) von Ulič heraus. Der nächste Bahnanschluss ist in Stakčín an der Bahnstrecke Humenné–Stakčín. Eine regelmäßige Buslinie verbindet den Ort mit Snina.